# Catedral de Santa María (Hobart)
La Catedral de Santa María (en inglés: St Mary's Cathedral) es un edificio religioso que pertenece a la iglesia católica y se encuentra en la localidad de Hobart en Tasmania en el sureste de Australia.
Los orígenes de la catedral se remontan a 1822  cuando el primer sacerdote permanente de Tasmania el reverendo Philip Conolly (1786-1839) construyó una capilla provisional de madera cerca del actual sitio de la catedral y fue dedicada a Dios, bajo la advocación de San Virgilio, un "santo irlandés". La primera piedra de la catedral actual fue colocada en 1860 y fue consagrada en 1866. Se encuentra en la calle Harrington, de Hobart. La catedral fue construida en el estilo de la arquitectura gótica. Los problemas estructurales causados por la construcción defectuosa dieron como resultado que la catedral fuese desmantelada en gran parte y reconstruida con un diseño modificado entre 1876 y 1881. Es lugar de culto para la arquidiócesis de Hobart.